# ديلنبورغ
ديلنبورغ (بالألمانية: Dillenburg)، هي مدينة في منطقة جيسن (ألمانيا) [الإنجليزية] إحدى المناطق الإدارية الثلاث لولاية هسن في ألمانيا. يقدر عدد سكانها بـ 24,263 نسمة .

## المدن التوأمة
ديلنبورغ لها اتفاقيات توأمة مع كل من:
- بريدا، هولندا
- ديست (بلجيكا) [الإنجليزية]
- هيرفورد، المملكة المتحدة
- أورانج ، فرنسا

## أعلام
- ويليام الصامت
- موريس فان ناساو
- كارل لودفيغ فيليب زاير